# Evadale
Evadale és una concentració de població designada pel cens dels Estats Units a l'estat de Texas. Segons el cens del 2000 tenia 1.430 habitants.

## Demografia
Segons el cens del 2000, Evadale tenia 1.430 habitants, 537 habitatges, i 407 famílies. La densitat de població era de 32,4 habitants per km².
Dels 537 habitatges en un 36,5% hi vivien nens de menys de 18 anys, en un 64,2% hi vivien parelles casades, en un 8,8% dones solteres, i en un 24,2% no eren unitats familiars. En el 20,9% dels habitatges hi vivien persones soles el 9,5% de les quals corresponia a persones de 65 anys o més que vivien soles. El nombre mitjà de persones vivint en cada habitatge era de 2,66 i el nombre mitjà de persones que vivien en cada família era de 3,1.
Per edats la població es repartia de la següent manera: un 29,1% tenia menys de 18 anys, un 8% entre 18 i 24, un 28,3% entre 25 i 44, un 22,5% de 45 a 60 i un 12,1% 65 anys o més.
L'edat mediana era de 34 anys. Per cada 100 dones de 18 o més anys hi havia 92,8 homes.
La renda mediana per habitatge era de 30.781 $ i la renda mediana per família de 36.813 $. Els homes tenien una renda mediana de 33.438 $ mentre que les dones 18.333 $. La renda per capita de la població era de 13.906 $. Aproximadament el 12,7% de les famílies i el 15,6% de la població estaven per davall del llindar de pobresa.

## Poblacions més properes
El següent diagrama mostra les poblacions més properes.